# 浦添安蔵
浦添親方安蔵（うらそえうぇーかたあんぞう、？ - 1759年11月12日）は、琉球王国の官僚。唐名は毛文和（もう　ぶんわ）を名乗った。別名に、古波津親方安蔵（こはつうぇーかたあんぞう）がある。

尚穆王は即位に際し、1752年江戸に謝恩使を派遣した。この際浦添は副使に任命され、正使の今帰仁朝義王子と共に江戸に派遣され、翌年に帰沖した。
1755年から1759年にかけては、三司官を務めた。